# Acueducto
Acueducto är en ort i Mexiko.   Den ligger i kommunen Tlalpan och delstaten Distrito Federal, i den sydöstra delen av landet, 26 km söder om huvudstaden Mexico City. Acueducto ligger 3 055 meter över havet och antalet invånare är 149.
Terrängen runt Acueducto är lite bergig. Runt Acueducto är det mycket tätbefolkat, med 2 431 invånare per kvadratkilometer. Närmaste större samhälle är Álvaro Obregón, 17,1 km norr om Acueducto. I omgivningarna runt Acueducto växer huvudsakligen savannskog.